# Verbascum erivanicum
Verbascum erivanicum är en flenörtsväxtart som beskrevs av Eugenii Vladimirowitsch Wulff. Verbascum erivanicum ingår i släktet kungsljus, och familjen flenörtsväxter. Inga underarter finns listade i Catalogue of Life.